# Episodi di You Are Wanted (seconda stagione)
La seconda stagione della serie televisiva You Are Wanted, è stata pubblicata in tutti i paesi in cui è presente il servizio on demand Amazon Video il 18 maggio 2018. Il trailer ufficiale è stato diffuso il 16 marzo 2018.
| n° | Titolo originale | Pubblicazione Germania | Pubblicazione Italia |
| -- | ---------------- | ---------------------- | -------------------- |
| 1  | File Not Found   | 18 maggio 2018         | 18 maggio 2018       |
| 2  | Krypto-Angel     | 18 maggio 2018         | 18 maggio 2018       |
| 3  | Virus            | 18 maggio 2018         | 18 maggio 2018       |
| 4  | Shift Memory     | 18 maggio 2018         | 18 maggio 2018       |
| 5  | Shut Down        | 18 maggio 2018         | 18 maggio 2018       |
| 6  | Reboot           | 18 maggio 2018         | 18 maggio 2018       |